# Piazza Giacomo Matteotti (Cagliari)
Piazza Giacomo Matteotti è un'importante piazza della città di Cagliari situata nel quartiere di Stampace. Vi si trovano alcuni dei più importanti palazzi di Cagliari, tra cui il municipio in stile liberty.

## Descrizione

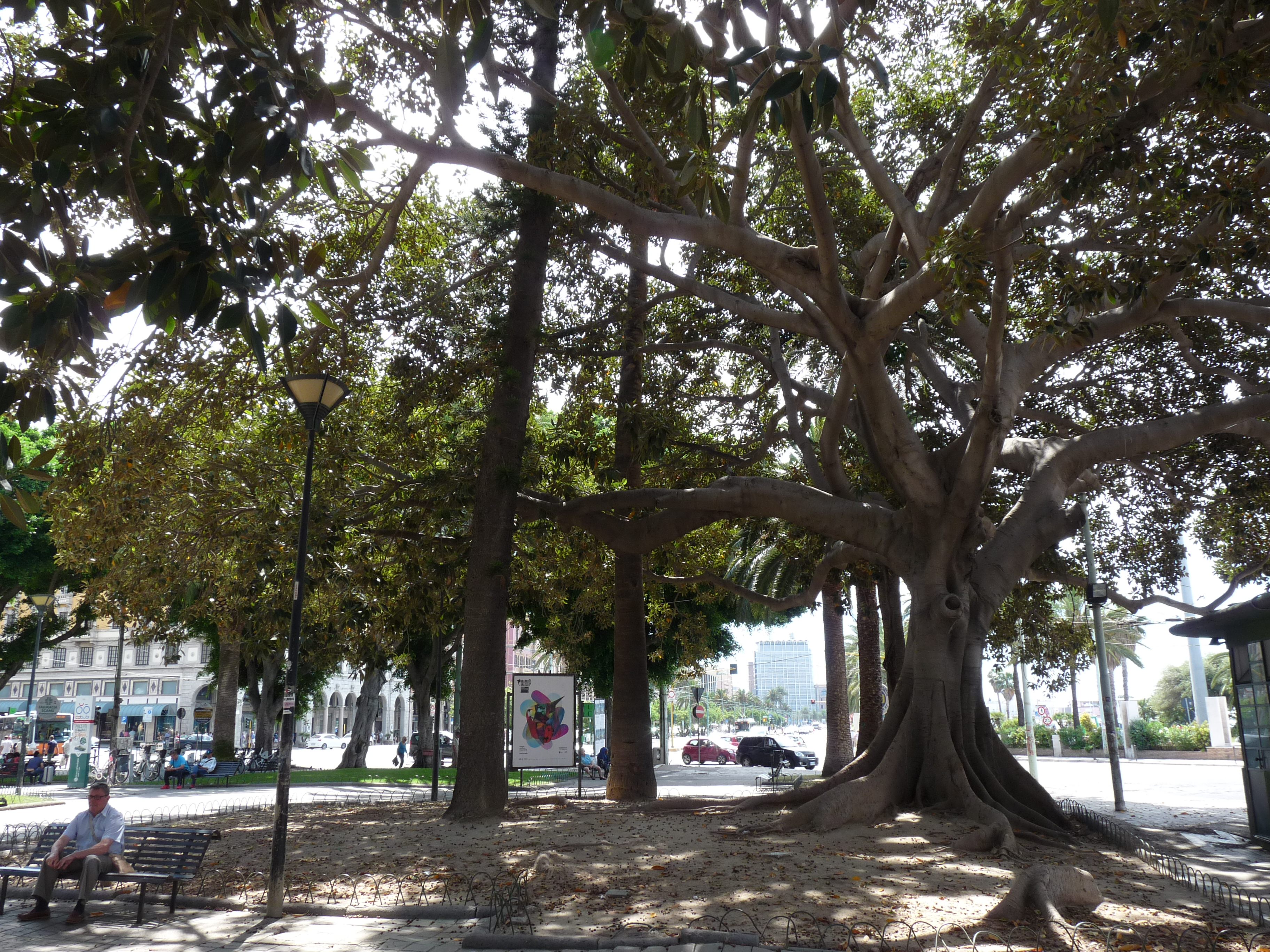
Alberi di ficus

La piazza venne edificata nella seconda metà dell'Ottocento come giardino della stazione delle Ferrovie Reali di Cagliari.  Piazza Matteotti occupa una superficie di circa mezzo ettaro ed è delimitata da un contorno alberato. La piazza è circondata da palazzi tra cui il municipio risalente ai primi anni del XX secolo, il palazzo Vivanet, già sede del Museo archeologico e la stazione di Cagliari.